# Берестовська сільська рада
Бересто́вська сільська рада (рос. Берестовский сельский совет) — сільське поселення у складі Новосергієвського району Оренбурзької області Росії.
Адміністративний центр — село Берестовка.

## Населення
Населення — 444 особи (2019; 547 в 2010, 677 у 2002).

## Склад
До складу сільської ради входять:
| Населений пункт     | Населення, осіб (2002) | Населення, осіб (2010) |
| ------------------- | ---------------------- | ---------------------- |
| Берестовка, село    | 262                    | 210                    |
| Плодородний, селище | 140                    | 93                     |
| Хлібовка, селище    | 275                    | 244                    |